# Ліптодетриніт
Ліптодетриніт — це збірний термін, що характеризує ліптиніт (аналогічний екзиніту), представлений різними формами, має низьку відбивну здатність. 

## Загальна характеристика
Флуоресценція, тонкий детритовий склад не дозволяють з визначеністю віднести цей інгредієнт до якого-небудь іншого мацералу групи екзиніту. Ліптодетриніт може складатися з фрагментів або зруйнованих залишків спор, кутикул, смоляних тіл або водоростей. Ніяких детальних досліджень щодо розповсюдження, а також фізичних і хімічних властивостей ліптодетриніту в кам'яному вугіллі не проводилося. Третинне м'яке буре вугілля, особливо їхні «блискучі» літотипи, містять велику кількість ліптодетриніту. Кеннель карбону також багатий ліптодетринітом. Мабуть, ліптодетриніт є характерним для вугілля, утворення якого пов'язане з підводними умовами.
При дослідженні вугілля низького ступеня метаморфізму, особливо бурого вугілля, у відбитому світлі з використанням масляної імерсії часто важко відрізнити ліптодетриніт від глинистих частинок. Ще важче відрізнити його від крупних пор в м'якому бурому вугіллі, але при опромінюванні блакитним світлом ліптиніт стає ясно видимим завдяки флуоресценції. Найкращим методом для його вивчення є флуоресцентний мікроскоп з великим збільшенням (приблизно х 500).
Оптичні і хімічні властивості ліптодетриніту істотно змінюються залежно від його походження. Характерними особливостями є низька відбивна здатність, сильна флуоресценція і висока абразійна твердість, яка звичайно вище, ніж у вітриніту. Подібно до всіх мацералів групи екзиніту, ліптодетриніт відрізняється відносно високим вмістом водню і високим виходом летких речовин.